# Blanca de los Ríos
Blanca de los Ríos y Nostench (Sevilla, 15 de agosto de 1859-Madrid, 13 de abril de 1956) fue una escritora y crítica literaria española.

## Biografía
Blanca de los Ríos y Nostench nació el 15 de agosto de 1859 en Sevilla, hija del matrimonio formado por Demetrio de los Ríos y Serrano, arquitecto y arqueólogo, y de María Teresa Nostench y Rodríguez de Henestrosa, pintora. Tuvo un hermano, José de los Ríos y Nostench, abogado y escritor. Su abuelo paterno, José de los Ríos fue escultor, mientras que su abuelo materno, José Nostench fue médico cirujano. Su tío paterno fue José Amador de los Ríos, arqueólogo y literato, padre de Rodrigo Amador de los Ríos, arqueólogo e historiador.

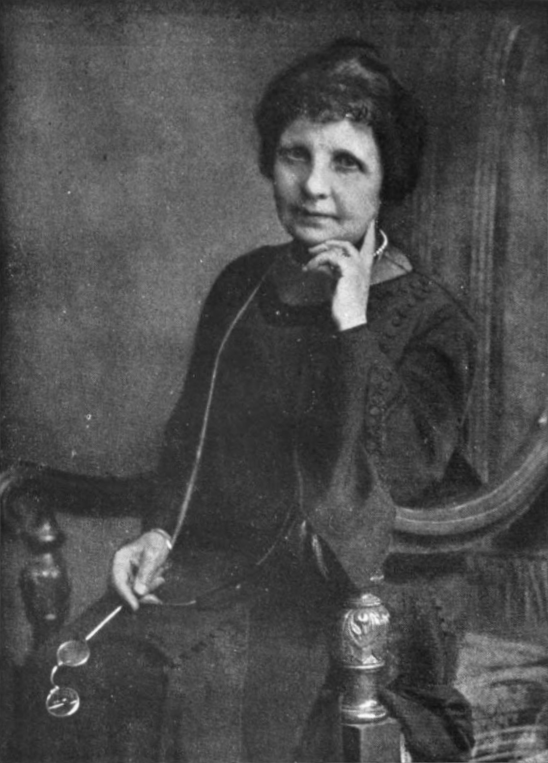
Blanca de los Ríos en 1932.

Su nacimiento en el seno de una familia culta le reportó una amplia formación, como señala Consuelo Flecha (2000) en la biografía que realizó de esta autora: "Rodeada de un ambiente familiar de escritores, políticos, artistas y médicos, su educación se benefició de la riqueza de estímulos y de posibilidades que ese contexto cultural le iba proporcionando. Su padre, Demetrio de los Ríos, arquitecto, su abuelo materno, médico, sus tíos, escritores como José Amador de los Ríos, y políticos, fueron una referencia a la que ella se supo acoger inteligentemente, aunque supiera que, por su condición de mujer, no todos los caminos le eran igualmente fáciles."
Tal vez por esta conciencia de las dificultades que suponía el hecho de ser mujer, ocultó su verdadero nombre en las primeras obras que dio a la prensa, que se publicaron con el nombre de "Carolina del Boss", anagrama del propio, aunque rápidamente abandonó este seudónimo para firmar como Blanca de los Ríos.

### Trayectoria literaria

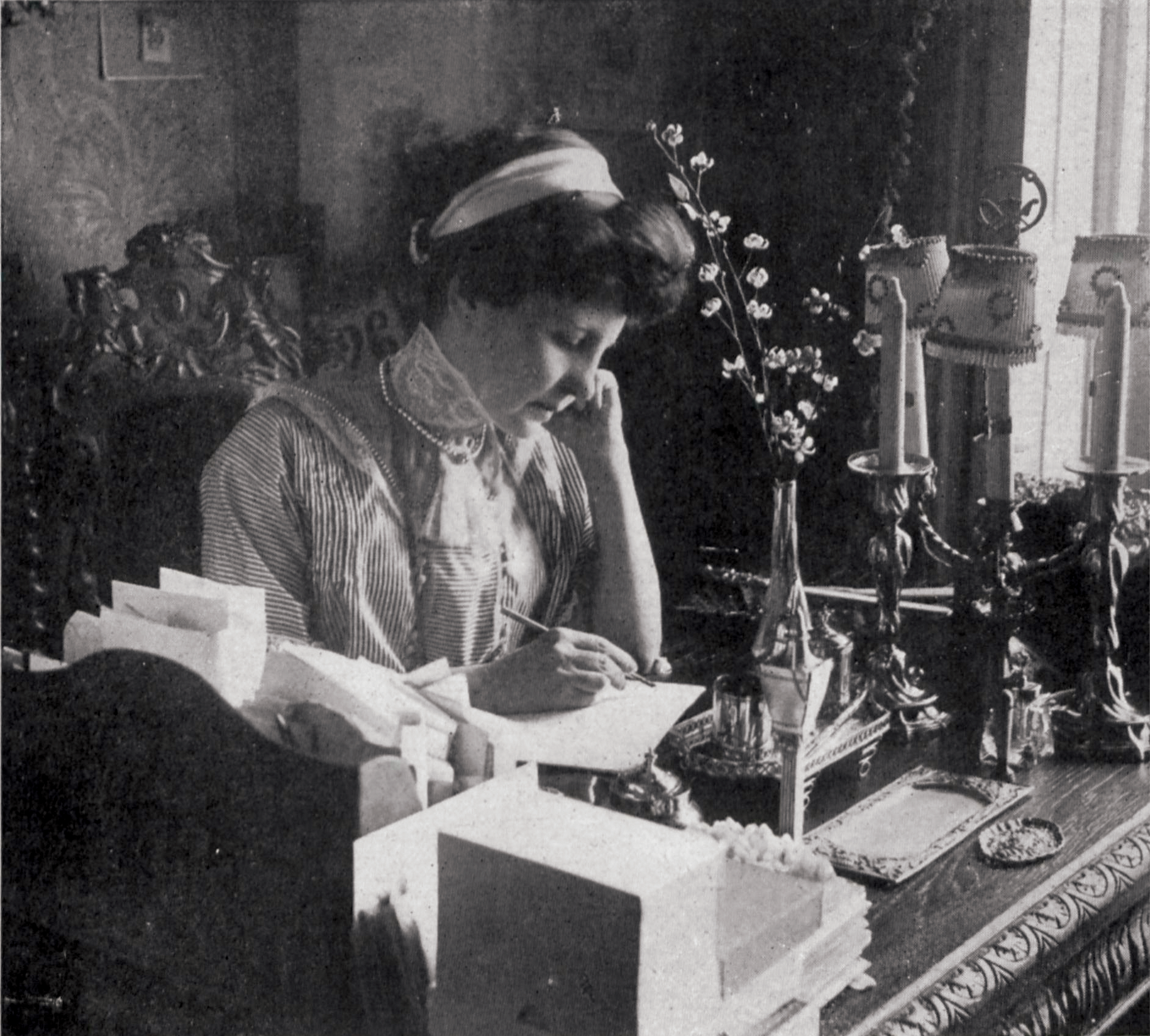
Blanca de los Ríos en Mundo Gráfico (1911)

Escritora precoz, su primera novela Margarita se publicó en 1878, cuando tenía sólo dieciocho años, y a esta le siguieron los poemarios Los funerales del César (1880), Esperanzas y recuerdos (1881) que se volvió a editar ampliado en 1912, El romancero de Don Jaime El Conquistador y La novia del marinero de 1886. Algo posteriores son sus siguientes novelas Melita palma (1901), Sangre española (1902) y La niña Sanabria (1907). Durante estos años publicó numerosos cuentos como Las hijas de don Juan, Madrid goyesco y Los diablos azules, y colecciones de relatos como La Rondeña (cuentos Andaluces) de 1902, El Salvador (cuentos varios) 1902 y El tesoro de Sorbas de 1914.
Participó en publicaciones periódicas como El Imparcial, La Época, Nuevo Mundo, El Correo de la Moda, Madrid Cómico, La Ilustración Española y Americana, Blanco y Negro, La Enseñanza Moderna, El Álbum Ibero-Americano, Acción Española y especialmente en Raza Española, revista que fundó y dirigió desde 1918 hasta 1930, año en que desapareció. En ésta como en otras publicaciones divulgó sus ideas feministas.

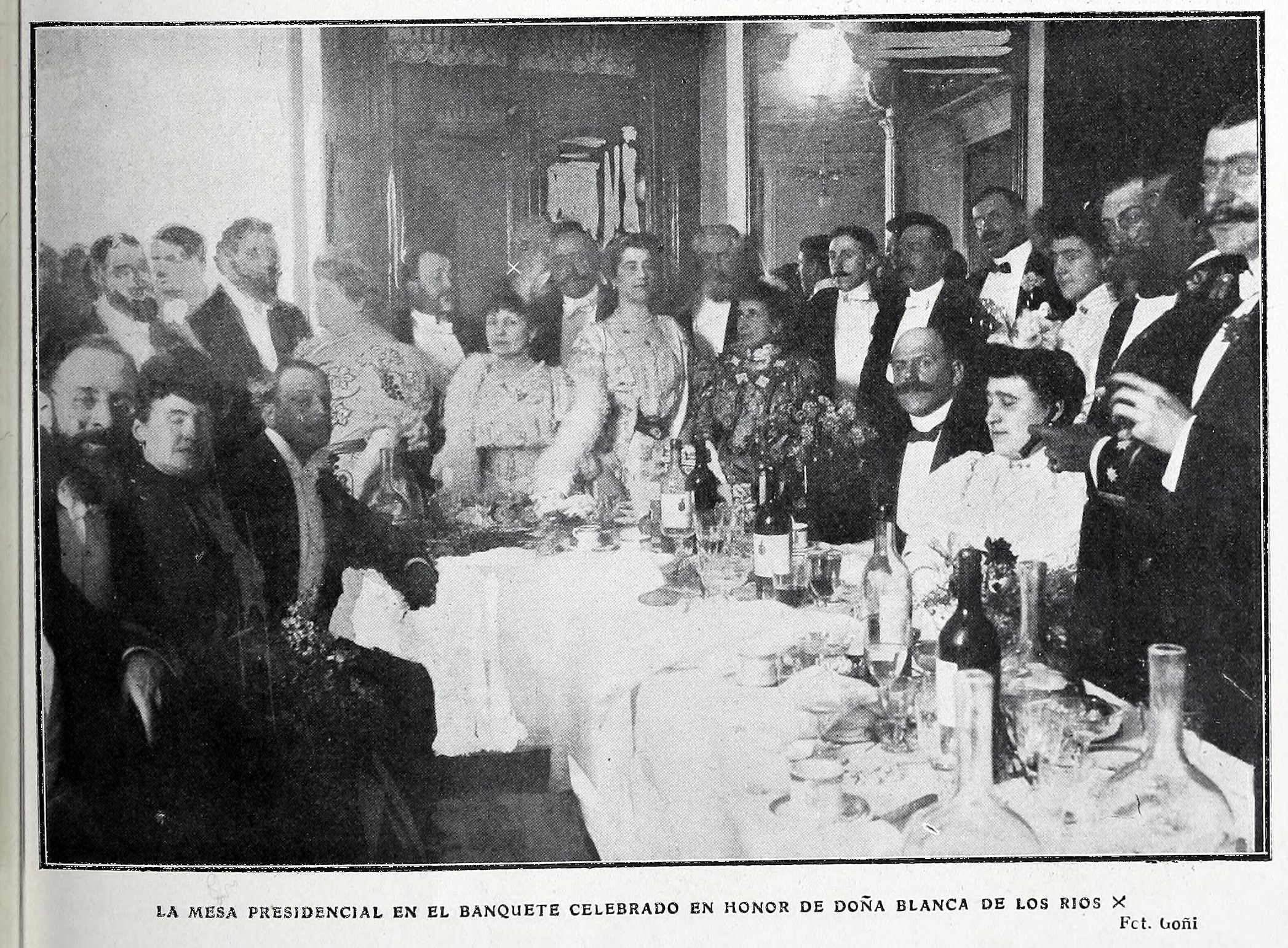
Banquete celebrado en honor de Blanca de los Ríos, fotografía de Goñi (Blanco y Negro, 12 de mayo de 1906)

Fue amiga de Emilia Pardo Bazán, quien tenía de ella, como escritora, muy buena opinión. Blanca de los Ríos está encuadrada dentro de la generación del 98 junto con otras mujeres como Carmen Baroja, Carmen de Burgos (Colombine), Regina de Lamo, Consuelo Álvarez Pool (Violeta), María de Maeztu.
Participó a título de colaboradora en la redacción de la Enciclopedia universal europeo americana.
La preocupación por la mujer y por las relaciones entre España e Hispanoamérica, estuvieron siempre presentes en su reflexión y en su participación en diversas asociaciones y actos como la Asamblea Americanista de Barcelona y los Centros de Cultura Hispanoamericana de Cádiz y de Madrid, y la fundación y dirección de la revista cultural Raza española entre 1910 y 1930. Perteneció a la Junta Superior de Beneficencia de Madrid, a la Unión de Damas Españolas, en la que se preocupó por el avance en medidas de protección para las mujeres en el trabajo, al Ateneo de Madrid y formó parte de la Asamblea Nacional entre los años 1927 y 1929 durante la dictadura de Miguel Primo de Rivera.

El ámbito en el que más destacó y por el que fue abandonando la creación literaria, fue, sin duda, el del estudio y crítica de la literatura, en el que tomó como maestro a Marcelino Menéndez Pelayo, siguiendo las normas de investigación y crítica históricas que éste propuso. Una de sus principales obras es Del siglo de Oro publicada en 1910, en la que contó con el propio Menéndez Pelayo para la realización del prólogo, en el que decía de ella: 
"No necesita la ilustre dama autora de este libro que nadie la presente al lector con oficiosos encomios. Siempre resultarían inferiores a sus probados méritos y a la justa notoriedad de que goza como artista de noble ingenio lírico y narrativo" (De los Ríos, 1910: 9). 
A Blanca de los Ríos se deben numerosos estudios sobre Tirso de Molina, a los que hoy generalmente se les reprocha, al menos en lo biográfico, un escaso rigor documental, que hace a Tirso hijo ilegítimo del Duque de Osuna, algo que se ha demostrado es completamente improbable; mucho mejor es la edición crítica de sus Obras completas. Esta labor le valió el reconocimiento por parte de la Real Academia Española, de la que no llegó a formar parte pese a que fue presentada su candidatura. Precisamente durante estos estudios, descubrió la partida de bautismo de Lope de Vega, que hasta entonces se creía perdida tras el incendio en 1790 de la iglesia de San Miguel de los Octoes. Tras realizar numerosas gestiones descubrió que en una casa particular de la calle Leganitos habían sido depositados algunos libros de la iglesia que habían salido indemnes y allí encontró, olvidado, el libro de bautismos del periodo 1516 a 1573.

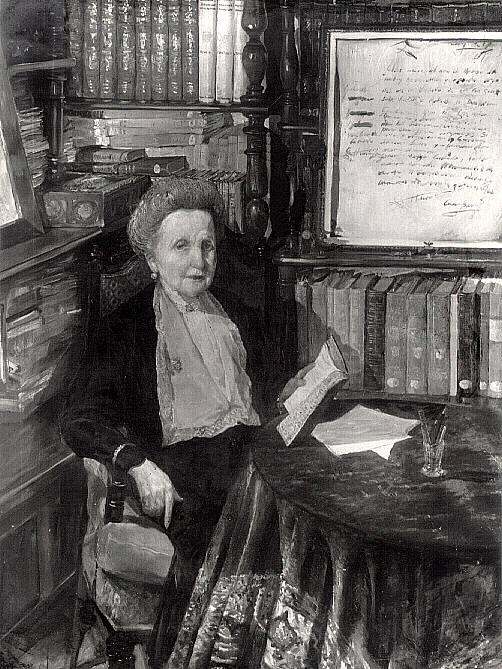
Retrato de Blanca de los Rios de 1948, por Pedro Gross

Otros textos que merecen ser destacados son los que publicó sobre Calderón de la Barca y su obra, La vida es sueño y los diez Segismundos de Calderón, así como sobre el Quijote: Sevilla, cuna del Quijote. En 1916 publicó una obra sobre Francisca de Larrea Böhl de Faber, dedicada al análisis de la aportación de esta escritora y traductora gaditana en el contexto del romanticismo decimonónico. También se acercó a algunos personajes literarios, Los grandes mitos de la Edad Moderna: Don Quijote, Don Juan, Segismundo, Hamlet y Fausto. En la obra Del siglo de Oro se incluye además una amplia bibliografía en la que se da noticia de los libros que se estaban traduciendo al francés, al italiano, al alemán y al danés para divulgarse en esos países.

También dedicó sus esfuerzos a la figura y la obra de santa Teresa de Jesús sobre la que pronunció diversas conferencias: Influjo de la mística de Santa Teresa, singularmente sobre nuestro grande arte nacional (1913), Santa Teresa de Jesús y su apostolado de amor (1915), Guía espiritual de España (1915) y Ávila y Santa Teresa (1915). Por esta faceta fue muy alabada y se dijo de ella:
"Como conferenciante es también doña Blanca de los Ríos una figura eminente por la grandeza de los temas que trata, por la elevación y originalidad de pensamiento, por la riqueza de su léxico inagotable, por la elegancia de su sintaxis, a la vez clásica y moderna, por la nobleza y la ornamentación de su estilo y por su elocución fervorosa y persuasiva".
Fue una destacada escritora y crítica de literatura, aunque su figura sigue siendo desconocida pese a su intensa y fecunda labor. Su obra ha sido traducida a la casi totalidad de idiomas europeos.

## Vida personal
En 1892 se casó con Vicente Lampérez y Romea (1861-1923), arquitecto madrileño que participó en restauraciones y reformas de monumentos (como las catedrales de Cuenca y de Burgos) y, con el tiempo, fue catedrático de la Escuela de Arquitectura de Madrid. El traslado a Madrid supuso para la autora el contacto directo con el ambiente literario e intelectual de la capital y amplió su horizonte y sus proyectos.

## Reconocimientos
Recibió no sólo las alabanzas de la crítica sino también numerosas condecoraciones, entre ellas la Cruz de Alfonso XII, en un homenaje presidido por la reina Victoria Eugenia, la Medalla de Oro del Trabajo y la Gran Cruz de Alfonso X el Sabio. El Ayuntamiento de Sevilla puso su nombre a una de las calles de la ciudad, así como otras localidades como La Línea de la Concpeción y Alcalá de Guadaira. El Montepío de la prensa le dedicó una placa en la casa donde vivió y falleció en Madrid, en la calle Jorge Juan nº 7.